# 鴕鳥蛋地球儀

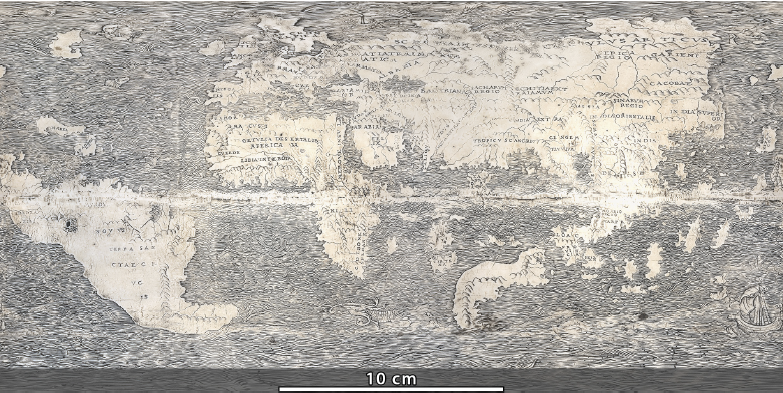
鴕鳥蛋地球儀的地圖

鴕鳥蛋地球儀據稱是第一件已知描繪新大陸的地球儀（北美洲僅被表示為小島）。它可能是紅銅製的鑄造品「亨特-萊諾克斯地球儀」的原型。

## 建造
此空心的地球儀是由兩個鴕鳥蛋的下半部連接而成。
與鴕鳥蛋地球儀極為相似的亨特-萊諾克斯地球儀（位於紐約公共圖書館）是由紅銅鑄成，在環形球儀中心表示地球。這兩個地球儀都帶有不祥的習語「此處有龍」。

## 出處
該地球儀於2012年在英國皇家地理學會舉辦的倫敦地圖博覽會上出售。它與萊諾克斯地球儀的相仿性得到了柯洛內利協會（Coronelli Society）前主席魯道夫·施密特教授的確認，2013年又被藝術專家哈布斯堡大公博士（Dr. Geza von Habsburg）確認。 （p. 11, 15）
鴕鳥蛋地球儀的擁有者斯特凡· 米西納（Stefaan Missine）寫了一本書，認為該地球儀的製造者為達文西，他引用達文西的著作，簡要陳述了一種類似的方法來製造這顆地球儀的球面經線展開。 （p. 19）製圖師伍特·布拉克（Wouter Bracke）指出，米西納的書應被視為「作者對地球儀的研究報告，[而非]最終科學和學術的刊物」，而且劍橋學者出版社缺少編輯委員會「顯然未能指導作者準備其發表」。布拉克最後指出，鴕鳥蛋地球儀的出處之謎還需要更多研究來總結。

## 延伸閱讀
- L. Salvatelli, J. Constable, Riflessi (ed enigmi) in una sfera di vetro, in Medioevo, 279 (2020), pp. 12–16.
- L. Salvatelli, J. Constable, Some Notes on Magnifying Globes and the Salvator Mundi （页面存档备份，存于）